# Тайжан, Болатхан Кулжанулы
Болатхан Кулжанулы Тайжан, Болатхан Кульжанович Тайжанов (8 марта 1941 — 20 февраля 2007) — казахский и советский дипломат, посол Казахстана в Египте и по совместительству в Алжире, Иордании, Ливии, Марокко, Сирии, Тунисе, представителем Казахстана в Организации Исламская конференция, послом Казахстана в Малайзии.
Родился 8 марта 1941 года в Павлодаре; по другим источникам — в селе Торайгыр Баянаульского района.
Выпускник МГИМО, учился в аспирантуре Института мировой экономики и международных отношений в Москве.

## Биография
Вырос в ауле. Считал, что не надо отождествлять казахскую культуру с кочевым образом жизни. Происходит из рода бура племени найман.
В первый класс он пошёл в павлодарскую школу № 10. Первые четыре класса учился в школе имени Абая, жил и рос в доме № 68 по улице Горького с родителями, двумя старшими братьями и старшей сестрой.
В 17 лет Болатхан Кулжанулы заканчивает 36-ю Алма-Атинскую школу с золотой медалью.
- 1966 г. — Окончил Московский государственный институт международных отношений (международная экономика (арабский и английский языки)),
- 1970 г. — аспирантуру ИМЭМО АН СССР (специалист по международным экономическим отношениям)
- 1963 — был одним из организаторов политического движения «Жас тулпар» в Казахстане.
- 1963—1964 гг. — Работал дежурным референтом Консульства СССР в гор. Порт-Саид.
- дек. 1996 г. — Чрезвычайный и полномочный посол.
- 1970—1974 гг. — после окончания аспирантуры работал младшим научным сотрудником Института экономики АН Казахстана
- 1974—1975 гг. — генеральный секретарь МИД КазССР
- 1975—1980 гг. — вице-консул консульства, второй секретарь Посольства СССР в Йеменской Арабской Республике
- 1980 г. — ответ.секретарь президиума Казахского общества дружбы и культурной связи с зарубежными странами
- 1980—1982 гг. — зам.зав.отделом зарубежных связей ЦК Компартии Казахстана
- 1982—1985 гг. — зав. протокольным отделом, отделом печати и информации МИД КазССР
- 1985—1989 гг. — первый секретарь, генеральный консул, советник Посольства СССР в НДРИ
- 1989—1990 гг. — зав.протокольным отделом, отделом печати и информации МИД КазССР
- 1990 г. — зам.председателя ГКЭС КазССР
- 1991—1993 гг. — первый зам. министра внешнеэкономических связей РК
- май 1993 г. — июнь 1999 г. — Чрезвычайный и полномочный посол РК в Египте

Чрезвычайный и полномочный посол РК в Марокко, Тунисе, Алжире, Иордании, Сирии, Ливии по совместительству, постоянный
- апр.1996 г. — июнь 1999 г. — представитель РК в Организации Исламская Конференция (ОИК)
- в 1998 году — в Египте, в городе Каире, при непосредственном ходатайстве посла Болатхана Тайжана открылась улица им. Абая.
- июнь 1999 г. — май 2001 г. — Чрезвычайный и полномочный посол РК в Малайзии
- В 2001 года Болатхан Тайжан ушёл на пенсию, но продолжал заниматься общественно-политической деятельностью.
- фев. 2003 г. — фев. 2005 г. — Советник председателя партии «Отан» (Отчизна)
- с марта 2005 г. — советник фонда «Демократическая альтернатива».
- июль 2003 г. — март 2005 г. — Член Союза журналистов СССР, Член политсовета партии «Отан» (Отчизна).
- С марта 2005 г. — член президиума совета РОО «ЗСК»;
- С сентября 2005 г. — председатель национал-патриотического движения «Улт Тагдыры — Ел Тагдыры».
- 20 февраля 2007 — скончался от сердечного приступа.[4]
- 9 декабря 2007 — состоялось официальное открытие памятника.[5]
- 26 марта 2008 года имя этого человека было присвоено одной из улиц Ауэзовского района Алматы.

## Семья
- Жена — Тайжан Айсулу Абдуллакызы, д.м.н., профессор.
- Дочь — Шаяхметова Умут (1969 г.р.) — председатель правления АО «Народный сберегательный банк Казахстана» (c 2009).
- Сын — Мухтар Тайжан (1973) — оппозиционный блогер
- Четверо внуков.[6]